# Le Piton (Pointe-Noire)
Ne doit pas être confondu avec Le Piton ou Piton Guyonneau.
Le Piton est un sommet de Guadeloupe situé à Pointe-Noire.

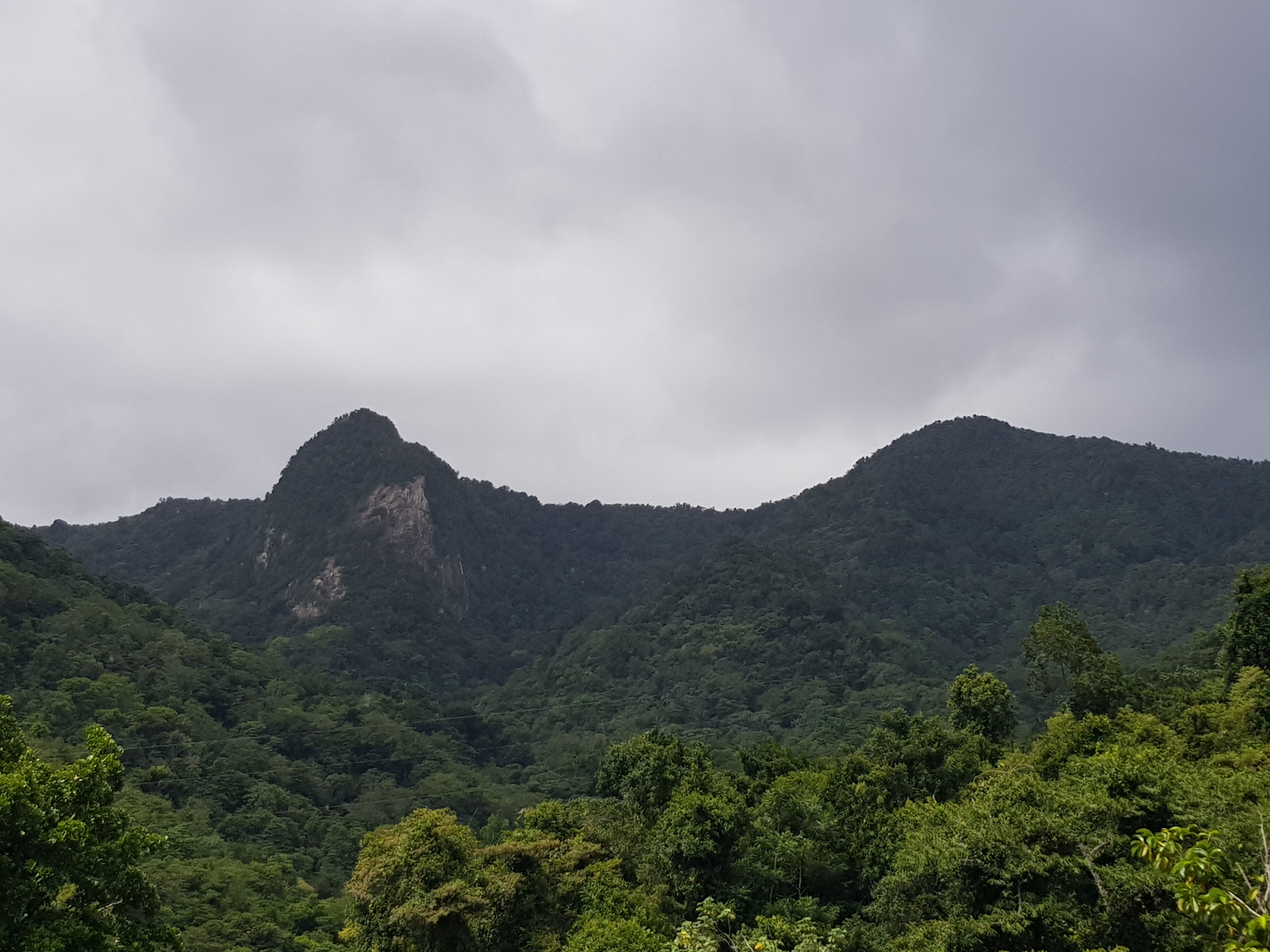
Vue du Piton et du piton Guyonneau depuis la trace des Contrebandiers.
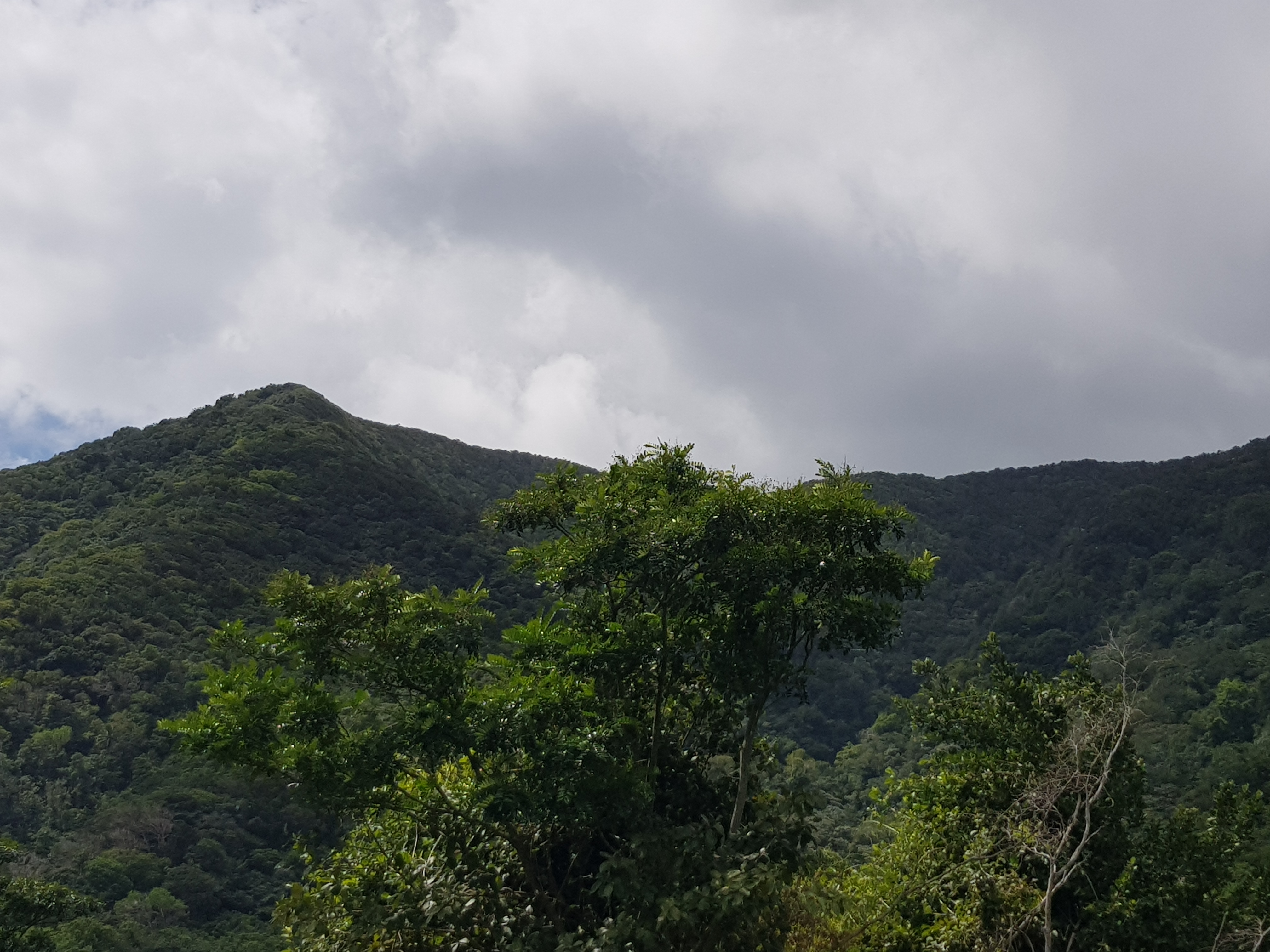
Le Piton.
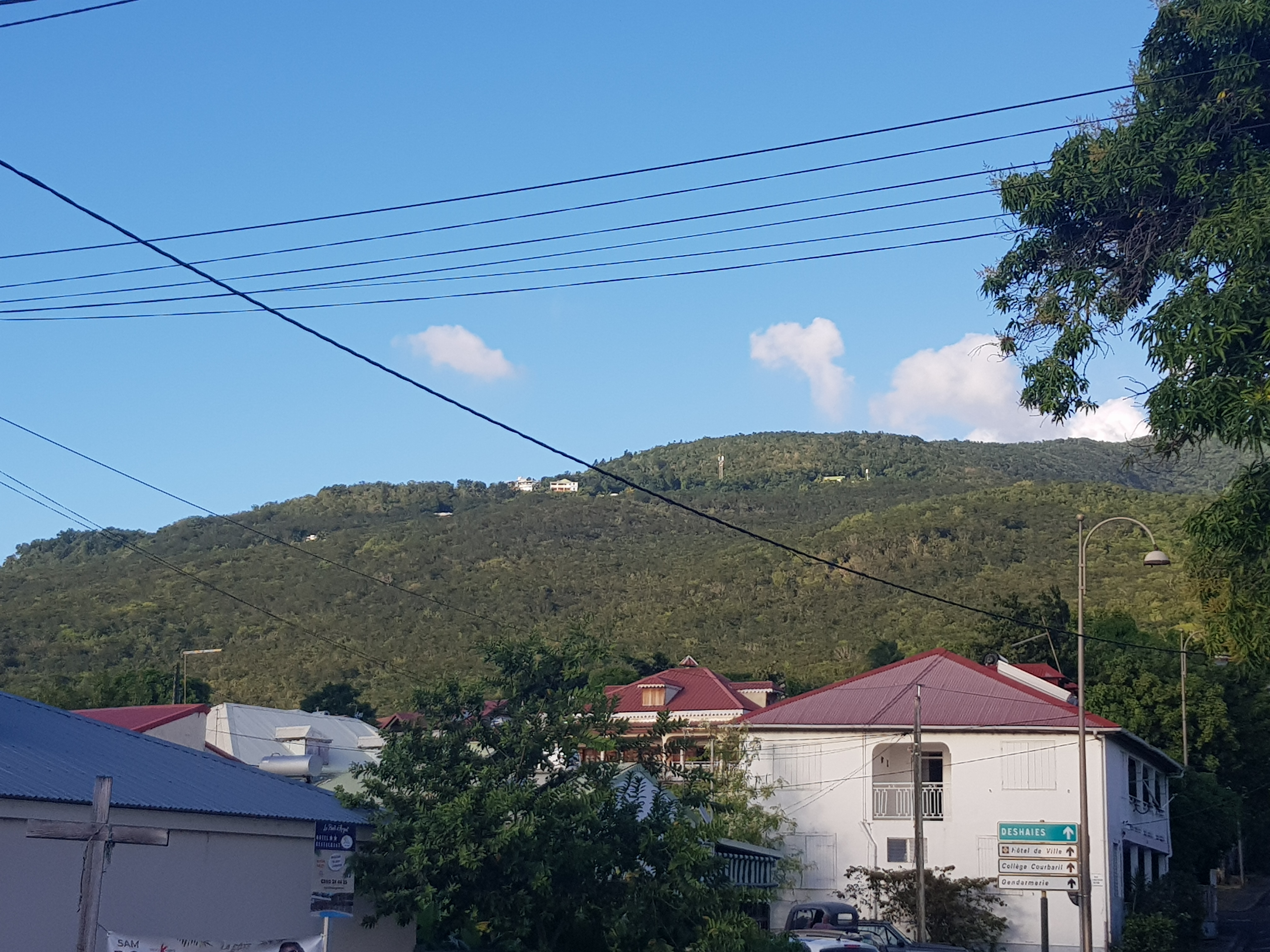
Vue sur le Piton à partir de Pointe-Noire.